# Jezioro Gronowskie
Jezioro Gronowskie (niem. Grunow See) –  niewielkie, zanikające jezioro na Pojezierzu Łagowskim, położone w województwie lubuskim, w powiecie słubickim, w gminie Ośno Lubuskie.

## Charakterystyka
Jezioro położone wśród podmokłych łąk, od których oddzielone jest wąskim zadrzewionym pasem. Leży w odległości około 1 km na północ od wsi Gronów, przy szosie prowadzącej do wsi Chartów. Jezioro jest obecnie w znacznym stopniu zeutrofizowane, lustro wody w przeważającej części pokryte jest roślinnością wodną, głównie trzcinę pospolitą.